# Almendra (Band)
Almendra war eine argentinische Psychedelic-Rock-Band.

## Geschichte
Almendra wurde 1967 von ehemaligen Musikern der Gruppen Larkins und Sbirros gegründet. Nach einer Single-Veröffentlichung im September 1968 und zwei weiteren ging die Gruppe auf Tournee. Anschließend brachte sie im Jahr 1969 ein erstes, selbstbetiteltes, sowie 1970 das Album II heraus. Ihr größter Erfolg war das Lied Muchacha (Ojos de Papel). Aufbrechende Differenzen in der Gruppe führten zur Auflösung der Band nach der Teilnahme am Buenos Aires Rock Festival.
1979 wurde die Band kurzzeitig wieder ins Leben gerufen; dabei veröffentlichten die Musiker ein Livealbum und den neuen Titel El Valle Interior.
Am 8. Februar 2012 starb Rhythmusgitarrist Luis Alberto Spinetta im Alter von 62 Jahren an Lungenkrebs.

## Bedeutung
Trotz der relativ kurzen Wirkungsgeschichte ist die Band für die argentinische Rockszene sehr bedeutsam. Insbesondere Luis Alberto Spinetta wurde zu einer der Galionsfiguren der argentinischen Szene. Seine nachfolgenden Bands Pescado Rabioso, Invisible, Spinetta Jade und Spinetta Y Los Socios Del Desierto, sowie seine Solokarriere reicht bis heute. So bekam er mehrmals den Konex Award für seine herausragenden Leistungen in der argentinischen Populärmusik verliehen.
Auch die anderen Mitglieder der Band gründeten weitere Projekte. So spielte Emilio del Guercio bei La Eléctrica Rioplatense. Edelmiro Molinari startete eine Solokarriere.

## Diskografie
Alben
- 1969: Almendra
- 1970: Almendra II
- 1980: Live al Obras Sanitarias
- 1992: El 1er Álbum Mas los Singles (AR: Platin)[2]